# Fleur de Bière
Fleur de Bière (französisch für „Bierblume“) ist eine eingetragene Marke der Eguisheimer Genossenschaft Wolfberger für eine im Elsass produzierte hochprozentige Spirituose. Ähnlich wie Tresterbrand wird sie traditionell aus den Rückständen des Bierproduktion (Biermaische) hergestellt. Dies verleiht ihr einen süßlich-hopfigen Geschmack, der viele an exotische Früchte erinnert.